# Rostock (stad)
Rostock is een kreisfreie Stadt in het noordoosten van Duitsland. Het is de grootste stad van de deelstaat Mecklenburg-Voor-Pommeren. De stad telt 209.061 inwoners (31 december 2020) op een oppervlakte van 181,44 km². Rostock ligt in het noorden van Mecklenburg, aan de Warnow. Het 12 kilometer lange gedeelte hiervan tussen het centrum van Rostock en de kust wordt Unterwarnow genoemd en is bevaarbaar. Aan de monding van de Warnow liggen het stadsdeel Warnemünde en de haven van Rostock, die de grootste Oostzeehaven van Duitsland is.

## Geschiedenis

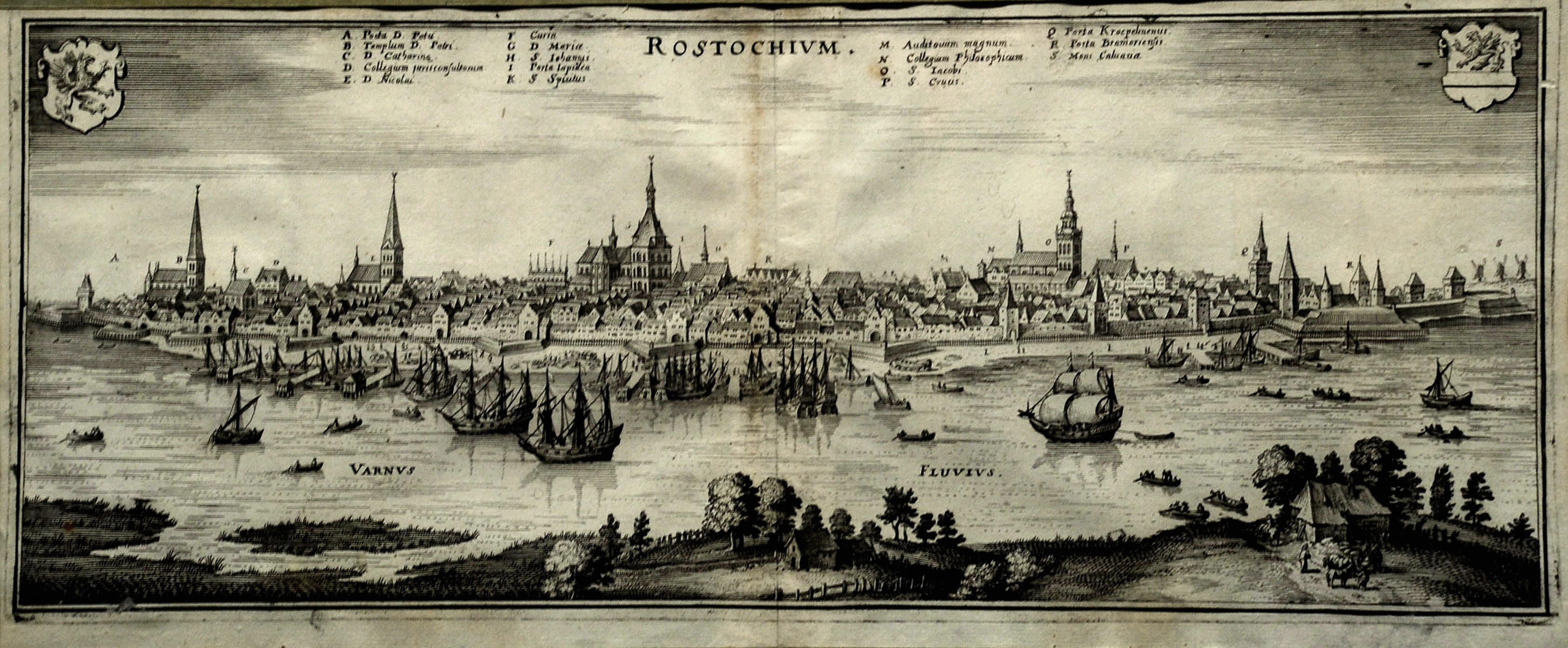
Rostock rond 1650

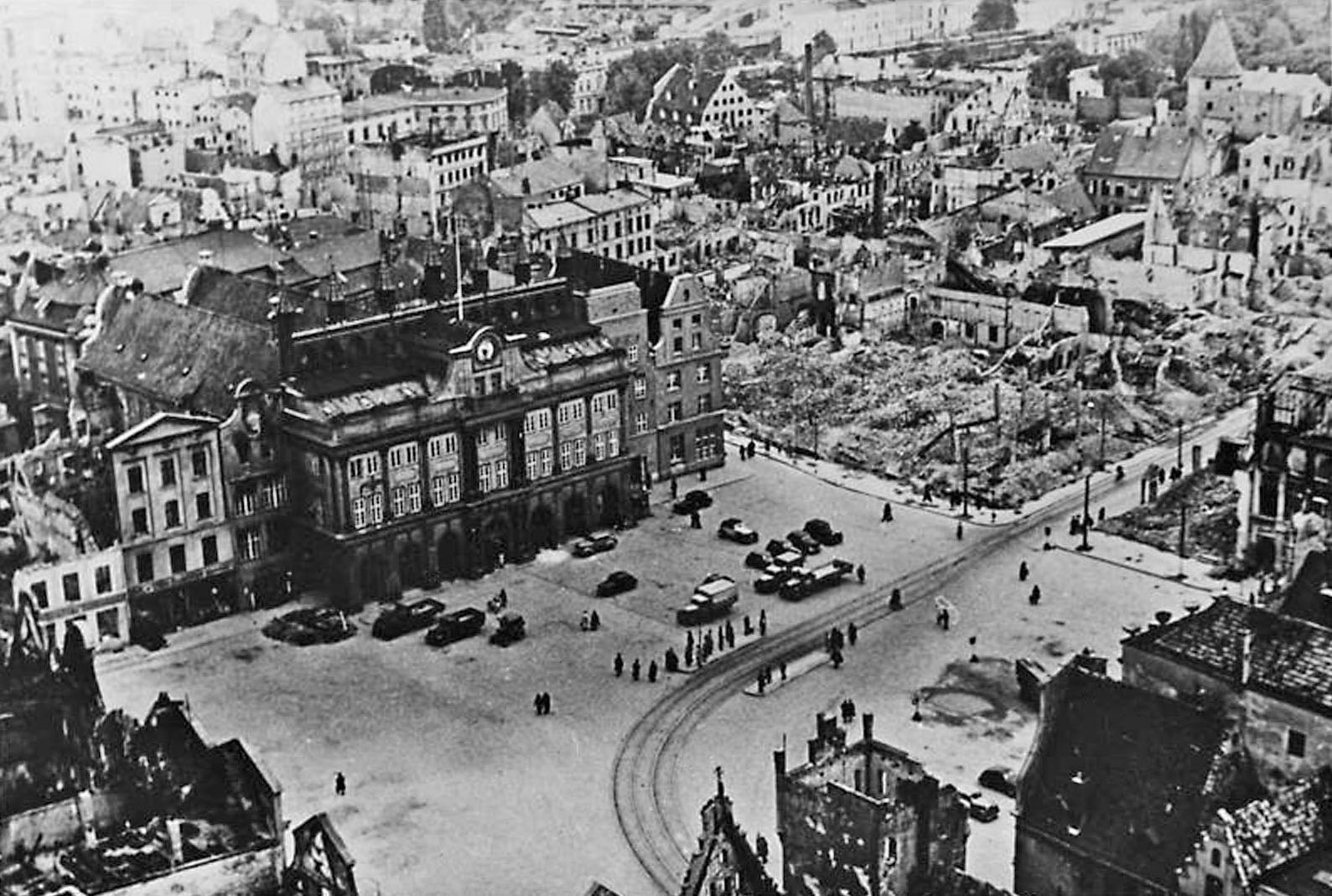
Rostock na verwoestende bombardementen in 1942

Rostock wordt voor het eerst genoemd in 1160. Er was toen een Slavische nederzetting genaamd Roztoc aan de Warnow. In 1189 is er voor het eerst sprake van een Duitse nederzetting op de andere oever. Deze plaats heeft in elk geval sinds 1218, maar waarschijnlijk al eerder, stadsrechten.
Rostock was tussen 1251 en 1669  een leidend lid van de Hanze, en werd daarmee in de Middeleeuwen een rijke stad. De universiteit van Rostock werd in 1419 gesticht, en is daarmee de oudste universiteit van Noord-Europa. Eind vijftiende eeuw werd de tot dan toe onafhankelijke stad veroverd door de hertog van Mecklenburg. Door blijvende ruzies tussen de stad en de hertogen en plunderingen verloor de stad geleidelijk aan haar macht.
In de negentiende eeuw raakte Rostock weer in opkomst doordat  de scheepsbouw zich sterk ontwikkelde.
In de jaren twintig werden in Rostock de vliegtuigfabrieken van Heinkel gevestigd. Na de machtsovername door de nationaalsocialisten werd de vliegtuigproductie sterk opgevoerd en groeide de stad snel. In de Tweede Wereldoorlog werd de binnenstad door de geallieerden zwaar gebombardeerd, maar weer opgebouwd. Na de oorlog ging de groei door, in deze periode werd onder meer de zeehaven gebouwd, de belangrijkste zeehaven van de DDR. Na de Duitse hereniging van 1990 verloor Rostock zijn bijzondere positie. Het inwoneraantal nam sterk af, vooral door migratie naar het rijkere westen van Duitsland.

## Verloop van het inwoneraantal
| Jaar | Inwoners   |
| ---- | ---------- |
| 1380 | ca. 11.000 |
| 1522 | 10.400     |
| 1594 | 14.800     |
| 1773 | 9000       |
| 1806 | 12.756     |
| 1840 | 19.413     |
| 1850 | 22.652     |

| Jaar   | Inwoners |
| ------ | -------- |
| 1871 ¹ | 30.980   |
| 1890 ¹ | 44.409   |
| 1900 ¹ | 54.713   |
| 1910 ¹ | 65.383   |
| 1925 ¹ | 77.669   |
| 1933 ¹ | 90.150   |
| 1939 ¹ | 121.192  |

| Jaar | Inwoners |
| ---- | -------- |
| 1946 | 114.869  |
| 1950 | 133.109  |
| 1960 | 158.630  |
| 1972 | 204.656  |
| 1981 | 234.500  |
| 1988 | 253.990  |
| 2002 | 198.259  |

## Economie

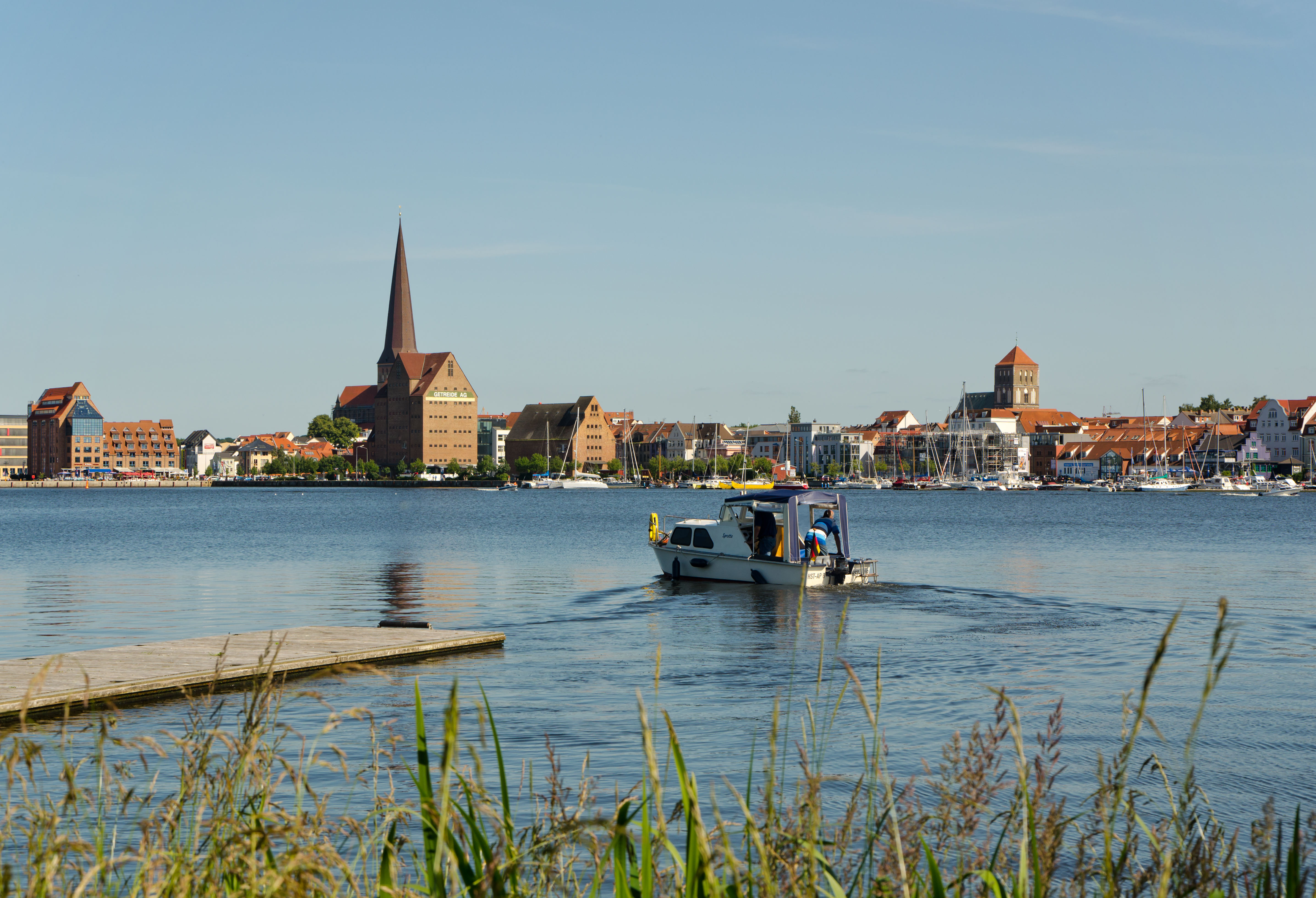
Rivier de Warnow en de haven

Grootste werkgever is de Universiteit van Rostock. Daarnaast produceert het beursgenoteerde Nordex windmolens in Rostock. De Neptunwerf en MV-Werf bouwen in Rostock cruiseschepen en zorgen daardoor voor steeds meer werkgelegenheid. 
Na de hereniging van Duitsland was werkeloosheid lange tijd een grote uitdaging voor de lokale economie. Door veel investeringen in toerisme, scheepsbouw en onderwijs ontwikkelt Rostock zich in economisch opzicht goed. 
Een grote uitdaging voor de stad is de sociale segregatie: arm en rijk leven in verschillende wijken en leefwerelden. Sociologisch onderzoek laat zien, dat dit nergens in Duitsland zo snel toeneemt als in Rostock.
De karakteristieke badplaats Warnemünde met zijn oude huisjes trekt jaarlijks veel toerisme. De zandstranden zijn breed. Jaarlijks overnachten meer dan 1,5 miljoen mensen in Rostock, waarvan 900.000 in Warnemünde. Dit zorgt voor veel (seizoens)werkgelegenheid.

## Cultuur

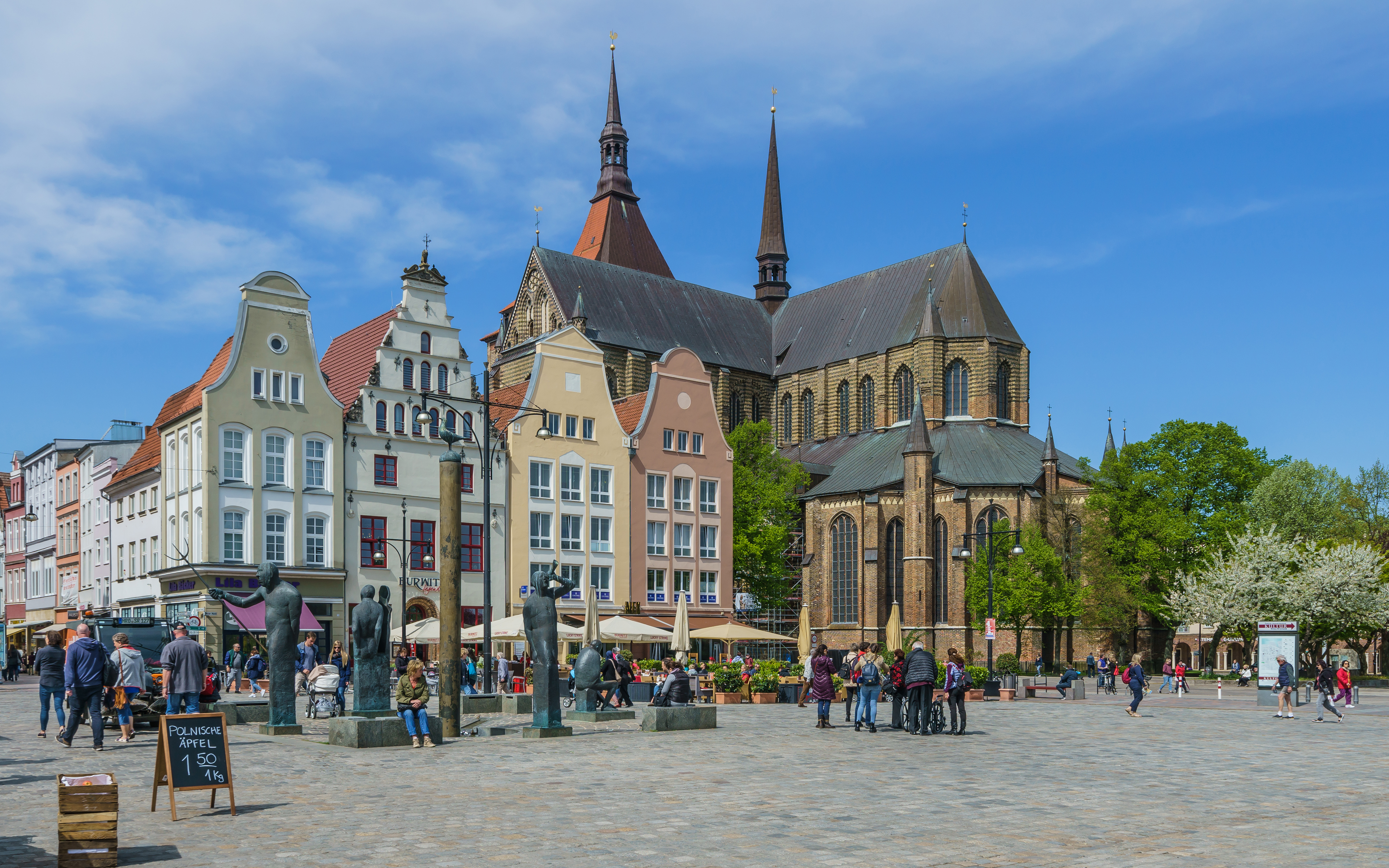
De Neuer Markt met de Marienkirche

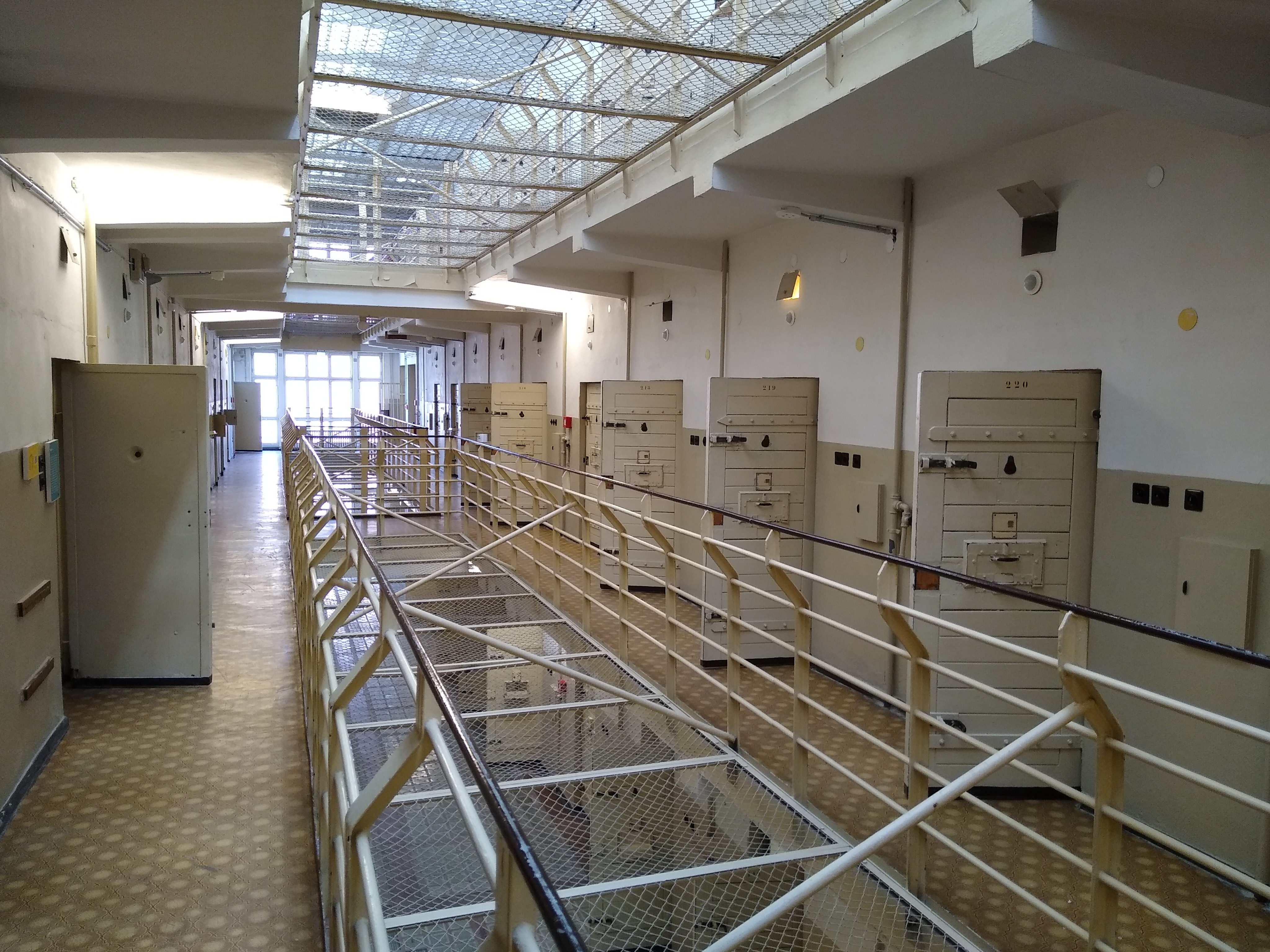
Stasi-gevangenismuseum, Rostock

### Bezienswaardigheden
- Universitätsplatz met de Brunnen der Lebensfreude
- Marienkirche (13e eeuw)
- Nikolaikirche (13e eeuw)
- Petrikirche (14e eeuw)
- Neuer Markt met stadhuis (1290)
- Middeleeuwse stadsmuren met drie stadspoorten
- Kunsthalle Rostock in de wijk Reutershagen
- Stasi-gevangenismuseum
- Scheepvaartmuseum in Rostock-Schmarl
- Ostseestadion, voetbalstadion van FC Hansa Rostock in Rostock-Hansaviertel
- Strandpromenade Warnemünde met vuurtoren
- Het monumentale Terrassenhochaus in de typische DDR-wijk Evershagen

### Sport
Hansa Rostock is de professionele voetbalclub van Rostock en speelt in de 2. Bundesliga. Thuiswedstrijden worden gespeeld in het Ostseestadion.

## Infrastructuur
Rostock heeft voor een stad van zijn grootte een zeer behoorlijke infrastructuur. Het lokale openbaar vervoer wordt verzorgd door een S-Bahn die meerdere malen per uur naar o.a. Warnemünde rijdt. Daarnaast zijn alle delen van Rostock door een goed netwerk van trams en bussen verbonden. De lokale vervoerder RSAG verzorgt dit. De stad kent directe  treinverbindingen naar Stralsund/Greifswald,  Berlijn/Dresden en Schwerin/Hamburg. Regionale treinen rijden naar Graal-Müritz, Tessin, Wismar en Güstrow. Hamburg, Stettin (PL) en bestemmingen in Mecklenburg-Voorpommeren zijn vanuit Rostock voordelig te bereiken met bijvoorbeeld het Mecklenburg-Vorpommern-Ticket. Dit is een dagkaart, die na 9.00 geldig is en op alle stations in de automaten van de Deutsche Bahn verkocht wordt. 
Vanuit de haven van Rostock vertrekken dagelijks meerdere veren over de Oostzee naar Denemarken en Zweden.
Rostock ligt aan de autosnelwegen A19 (Rostock– Berlijn) en A20 (Bad Segeberg–Lübeck–Rostock–Szczecin). In 2003 werd de Warnowtunnel in gebruik genomen, de eerste privaat gefinancierde en tolplichtige tunnel in Duitsland.
Ongeveer 20 km ten zuidoosten van de stad bevindt zich de luchthaven Rostock-Laage.

## Stedenbanden
- Aarhus (Denemarken), sinds 1964
- Antwerpen (België), sinds 1963
- Bergen (Noorwegen), sinds 1965
- Bremen (Duitsland), sinds 1987
- Dalian (China), sinds 1988
- Duinkerke (Frankrijk), sinds 1960
- Göteborg (Zweden), sinds 1965
- Raleigh (Verenigde Staten) sinds 2001
- Riga (Letland), sinds 1961
- Rijeka (Kroatië), sinds 1966
- Szczecin (Polen), sinds 1957
- Turku (Finland), sinds 1963
- Varna (Bulgarije), sinds 1966

## Geboren in Rostock
- Simon Paulli (1603-1680), arts en natuuronderzoeker
- Carl Friedrich Behrens (1701–1750), zeeman en militair
- Franz Aepinus (1724–1802), astronoom, wiskundige, natuurkundige en natuurfilosoof
- Gebhard Leberecht von Blücher (1742–1819), Pruisisch veldmaarschalk
- Ferdinand von Mueller (1825–1896), Duits-Australisch fysicus, aardrijkskundige, maar voornamelijk botanicus
- Albrecht Kossel (1853–1927), arts, fysioloog en Nobelprijswinnaar (1910)
- Adolf Ferdinand Helmut August Wilhelm Langfeld (1854–1939), rechtsgeleerde en politicus
- Karl August Nerger (1875–1947), marineofficier
- Hans Paasche (1881–1920), marineofficier, schrijver
- Walter Kempowski (1929–2007), schrijver
- Joachim Gauck (1940), elfde Bondspresident van Duitsland (2012-2017)
- Volker Handloik (1961-2001), journalist
- Siegfried Brietzke (1952), roeier
- Peter Wawerzinek, geboren als Peter Runkel, (1954), schrijver
- Rainer Jarohs (1957), voetballer
- Klaus Kröppelien (1958), roeier
- Nils Rudolph (1965), zwemmer
- Ramona Portwich (1967), kanovaarster
- Jan Ullrich (1973), wielrenner
- Andreas Raelert (1976), triatleet
- Eric Baumann (1980), wielrenner
- Daniel Brückner (1981), Duits-Algerijns profvoetballer
- André Greipel (1982), wielrenner
- Marten Laciny, "Marteria" (1982) zanger/rapper
- Paul Martens (1983), wielrenner
- Paul Voss, (1986), wielrenner
- Tom Weilandt (1992), voetballer
- Hannah Etzold (2005), voetbalster

## Galerij

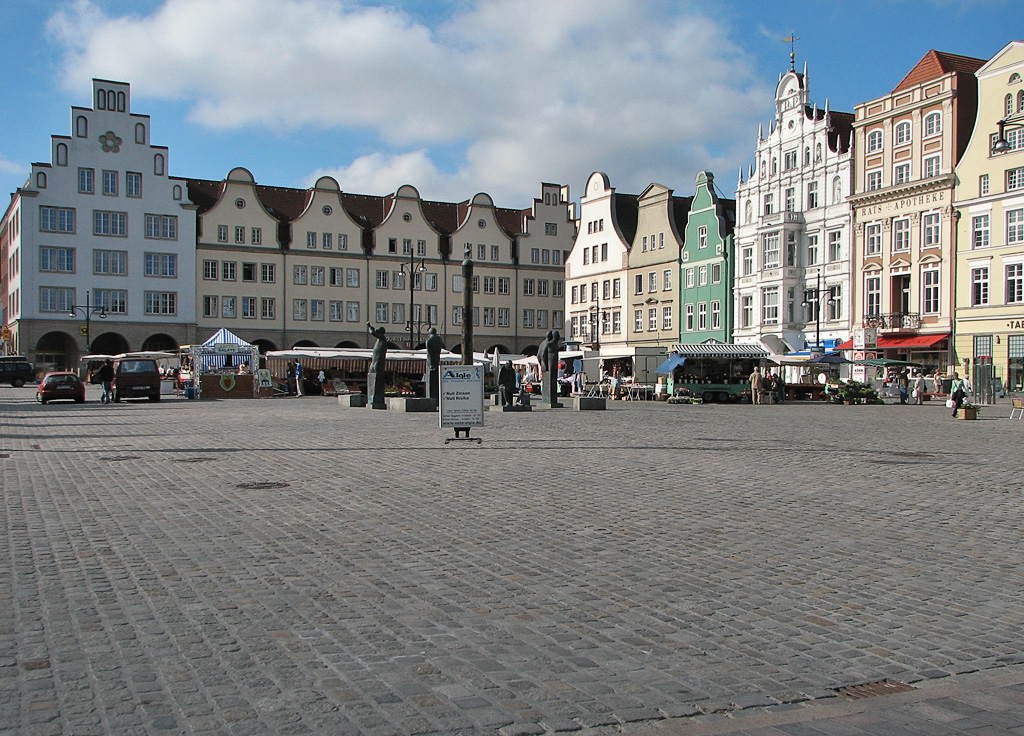
Neuer Markt
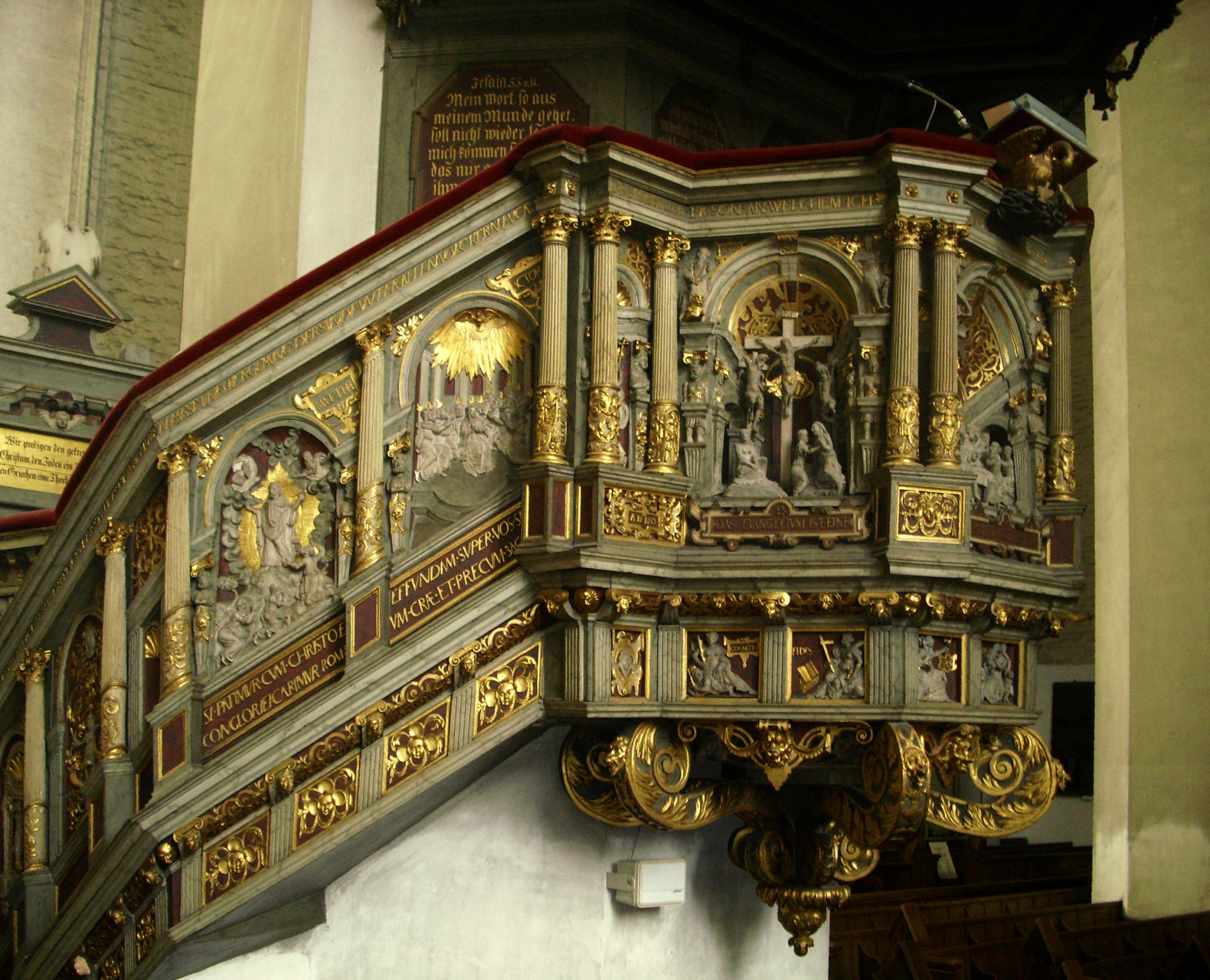
Marienkirche, preekstoel
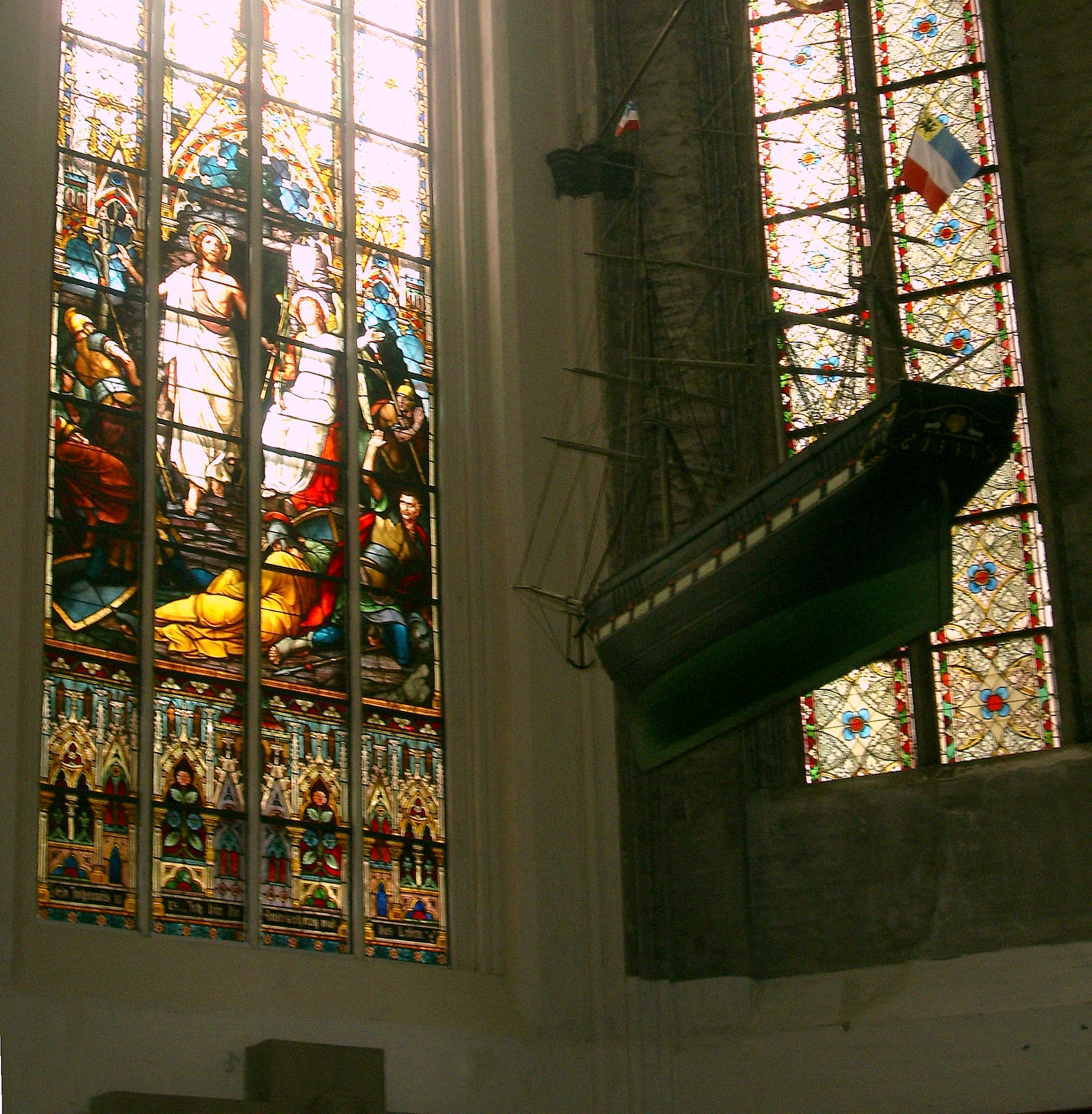
Marienkirche, vissersboot
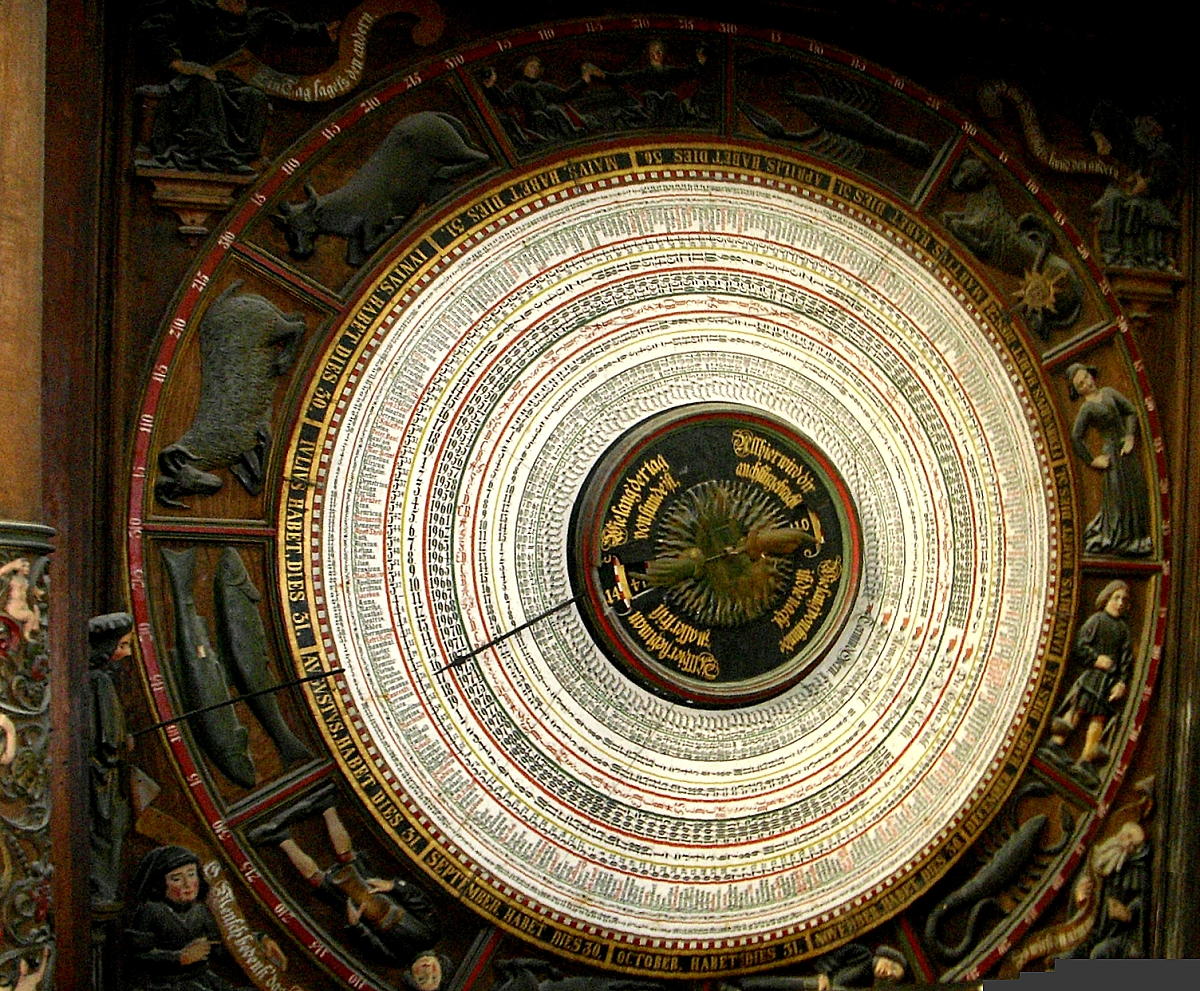
Marienkirche, detail astronomisch uurwerk
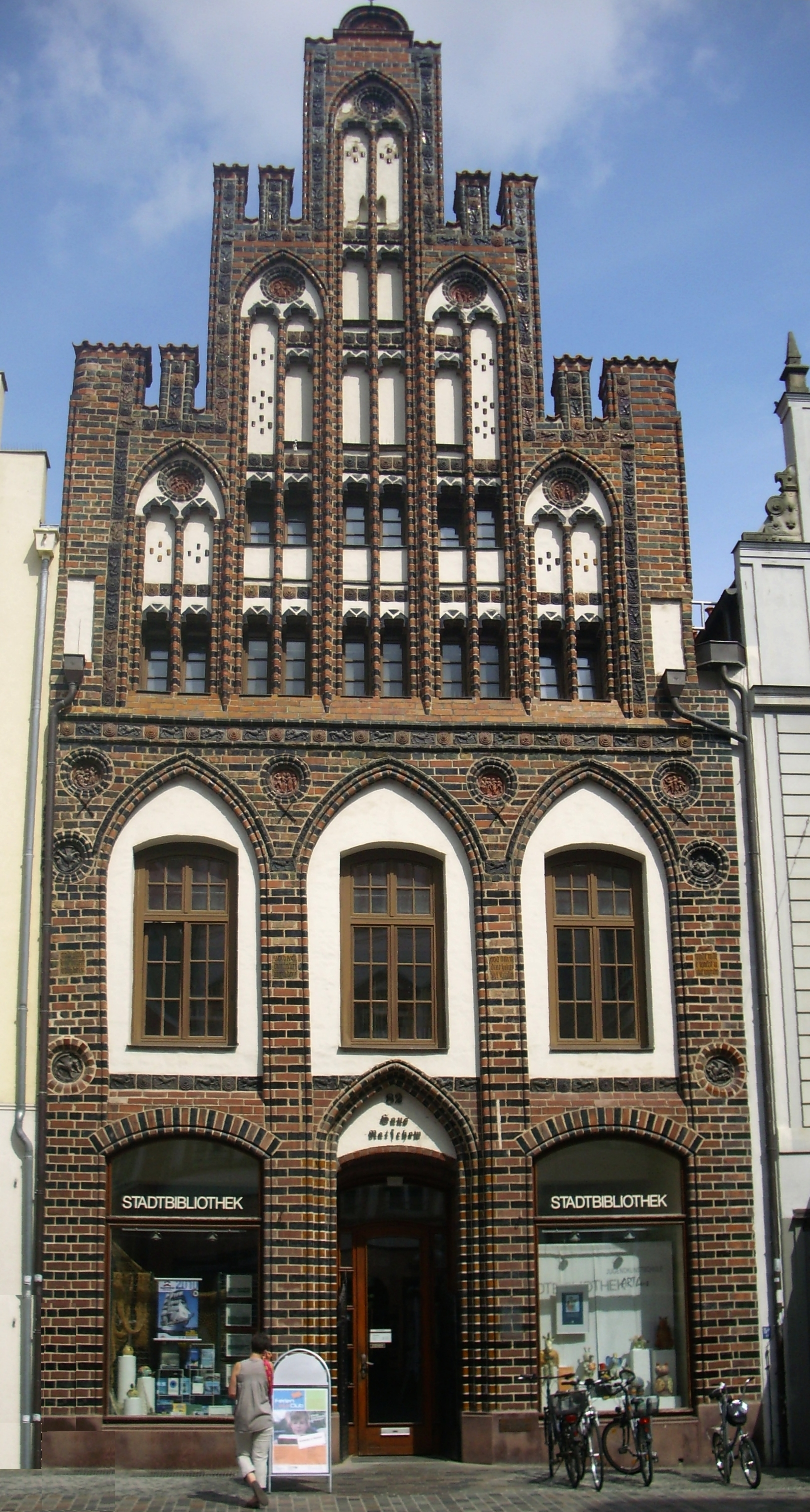
Stadsbibliotheek